# Пшийми (Островський повіт)
Пшийми (пол. Przyjmy) — село в Польщі, у гміні Острув-Мазовецька Островського повіту Мазовецького воєводства.
Населення — 96 осіб (2011).
У 1975-1998 роках село належало до Остроленцького воєводства.

## Демографія
Демографічна структура станом на 31 березня 2011 року:
|          | Загалом | Допрацездатний вік | Працездатний вік | Постпрацездатний вік |
| -------- | ------- | ------------------ | ---------------- | -------------------- |
| Чоловіки | 52      | 14                 | 33               | 5                    |
| Жінки    | 44      | 14                 | 21               | 9                    |
| Разом    | 96      | 28                 | 54               | 14                   |